# Monte San Cristoforo
Il Monte San Cristoforo è un monte della Repubblica di San Marino che si trova tra i castelli di Fiorentino e Montegiardino.
Sul monte si trovava il castello o torre di Torricella, costruito prima del 1140 e abbattuto, si ritiene, nel 1465.